# Bengtsfors IF
Bengtsfors IF är en idrottsförening från Bengtsfors i Dalsland, bildad 1919. Föreningens herrlag har som högst spelat i gamla division III medan dess damlag spelat i division II. Föreningen har genom åren utövat flera idrotter men är idag en renodlad fotbollsförening. Hemmamatcherna spelas på Långevi IP, uppförd 1956.

## Historia
Idrottsföreningen grundades den 6 februari 1919 på dåvarande Björkmans café i Bengtsfors. Inledningsvis bestod föreningen av sektioner för flera idrotter, utöver fotboll stod allmän idrott, bandy, gymnastik, orientering och skidlöpning på programmet. På 1930-talet utbröts friidrottssektionen, som bildade en ny förening vid namnet IK Favör, och skidsektionen, som bildade Bengtsfors BoIS. (Bengtsfors BoIS skulle själva komma att utöva fotboll och därmed utgöra en lokalkonkurrent 1937-1946.) På 1940-talet övertog Stigsökarna orienteringsverksamheten.
Föreningen bildade gemensamt lag med Laxarby IF under namnet Bengtsfors IF/Laxarby IF 2003, klubbarna sammanslogs 2004. Sammanslagningen upplöstes efter säsongen 2005 och namnet Bengtsfors IF återtogs därmed.

### Bandylag
Föreningens bandylag var under de tidiga åren en framgångsrik sektion. Dess juniorlag blev distriktsmästare i Dalsland på 1940-talet och invigde en isbana utrustad med elljus redan den 30 januari 1952. Sektionen nedlades på 1960-talet.

## Fotboll

### Herrlag
Efter spel i lokala serier tog Bengtsfors steget upp till division IV (motsvarande dagens division II) på 1950-talet. Klubben stoltserar med tio säsonger i division III från tiden som serien utgjorde rikets tredje högsta serienivå, motsvarande dagens division I. Laget tog sig upp i division III genom att 1963 i överlägsen stil hemföra division IV Bohuslän/Dalsland före IFK Åmål. Laget skulle komma att spela i trean 1964-1972 samt 1974. Bengtsfors tillbringade samtliga säsonger i division III i Västra Svealandsgruppen. Som bäst placerade sig föreningen som tredje lag i sluttabellen, vilket skedde vid tre tillfällen. Säsongen 1965 slogs man i toppen med IFK Sunne och Viken, 1966 var man kraftigt distanserade av IFK Arvika och 1968 vann dalalaget Malungs IF serien. Efter division III-åren höll sig föreningen kvar i division IV till 1983, återkom för en säsong 1986 men har sedan dess inte lyckats taga sig tillbaka till den nivån.
Efter serieomläggningen 1986/1987 och införande av ytterligare serienivåer 2006 har division III förvandlats till fjärde högsta (-2005) och sedan femte högsta serienivå (fr.o.m. 2006). Detta medför att efter 1986 har Bengtsfors som bäst spelat i landets femte högsta serie: division IV 1988-1990, 1996-1999, 2001-2003 och division III 2020.
Säsongen 2022 spelade A-laget i division V Dalsland, där laget slutade i mitten av tabellen.
Bland tidigare Bengtsforsspelare märks Göran Berger, som spelade allsvensk fotboll för Gais 1964, och Robin Jansson, som vann SM-guld med AIK 2018.

### Damlag
Föreningens damlag deltog i seriespel för första gången 2016. Laget hemförde division IV redan första säsongen och vann division III 2017. Detta innebar att laget tog steget upp till division II 2018 men väl där förlorade damerna samtliga 18 matcher. Laget erbjöds ändock ny möjlighet till division II-spel 2019 men drog sig ur serien och valde spel i division III där laget slutade på åttonde plats. Säsongen 2022 spelade damerna i division IV Dalslandsserien.

### Ungdomssektion
Bengtsfors IF har en bred fotbollsverksamhet för ungdomar, 2022 har ungdomssektionen nio lag för flickor och pojkar.